# Ludovico Madruzzo
Giovanni Ludovico Madruzzo (Trento, 1532 - Roma, 20 de abril de 1600), llamado también "el cardenal de Trento", fue un eclesiástico italo-alemán, príncipe-obispo de Trento y cardenal.

## Primeros años
Nacido en Trento, en aquel entonces parte del Sacro Imperio Romano Germánico, fue hijo del barón Niccolò Madruzzo, general de los ejércitos del emperador Carlos V, y de Elena de Lamberg. Hizo sus estudios en las universidades de Lovaina y París.
La influencia de su tío Cristoforo, obispo de Trento y cardenal, fue decisiva para su rápido ascenso en el escalafón eclesiástico: en 1545 le consiguió un canonicato en Bressanone, cinco años después le nombró su coadjutor en Trento con derecho a sucesión en el obispado, venciendo la resistencia del cabildo, y en 1551 le hizo preboste de la abadía de Ellwangen. 

## Cardenalato
Fue creado cardenal a los 29 años en el consistorio del 26 de febrero de 1561, con título de San Calixto, que al año siguiente cambió por el de San Onofre; en 1586 optaría por el de Santa Anastasia, en 1591 por el de San Lorenzo in Lucina, en 1597 por el de Sabina y en 1600 por el de Frascati. En su condición cardenalicia participó en todos los cónclaves celebrados en su tiempo, en que fueron elegidos papas Pío V, Gregorio XIII, Sixto V, Urbano VII, Gregorio XIV, Inocencio IX y Clemente VIII. 
Paralelamente tuvo una destacada participación activa en los principales acontecimientos religiosos y políticos de su época: entre 1562-63 participó en el Concilio de Trento, interviniendo en la revisión del Index librorum prohibitorum y encargándose de la redacción de los decretos relativos a la residencia de los obispos en sus sedes. En 1567 fue nombrado príncipe-obispo titular de Trento por renuncia de su tío, aunque ya anteriormente había desempeñado la administración de la diócesis durante las ausencias de éste. 
Fue cardenal protector de Alemania, miembro de la comisión para la revisión de la Vulgata, de la de la Liga Santa, de la Congregatio Germanica y de la Congregatio de Auxiliis; intervino en los procesos inquisitoriales contra Giordano Bruno y Luis de Molina; fue legado papal en la Dieta de Augsburgo de 1582 y en la de Ratisbona de 1593 y embajador del emperador Fernando I de Habsburgo en Francia.
Fallecido en Roma en 1600 a los 68 años de edad, fue sepultado en la capilla familiar en la iglesia de Sant'Onofrio al Gianicolo de la misma ciudad. 
| Predecesor: Cristoforo Madruzzo | Príncipe obispo de Trento 1567 - 1600 | Sucesor: Carlo Gaudencio Madruzzo |